# Rivehaute
Rivehaute es una comuna francesa situada en el departamento de Pirineos Atlánticos, en la región de Nueva Aquitania.

## Demografía
| 364 | 337 | 385 | 378 | 436 | 457 | 448 | 412 | 414 | 365 | 392 | 390 | 393 | 410 | 412 | 414 | 398 | 405 | 393 | 457 | 410 | 345 | 314 | 305 | 290 | 256 | 248 | 255 | 259 | 250 | 250 | 230 | 237 | 232 | 264 |
| Para los censos de 1962 a 1999 la población legal corresponde a la población sin duplicidades (Fuente: INSEE [Consultar]) |     |     |     |     |     |     |     |     |     |     |     |     |     |     |     |     |     |     |     |     |     |     |     |     |     |     |     |     |     |     |     |     |     |     |

## Economía
La principal actividad es la agrícola (ganadería, pastos, policultivos)